# 四極子

四極子（横型）

電気四極子の等ポテンシャル面

四極子（しきょくし、英: quadrupole,  quadrapole）または四重極とは、モーメントが等しい双極子が、2個逆向きに接近して並んでいるような単極子の分布をいう。単極子を正方形状に配置したものと、直線状に配置したものがあり、それぞれ横型、縦型と呼び分けられる。
また、有限の大きさの電荷分布が作る場を多重極展開したときにも現れる。
電荷の分布を電気四極子、磁荷の分布を磁気四極子という。電磁気学においては単に四極子といえば、電気四極子を指すことが多い。
電気四極子モーメントは2階の対称テンソルであり、以下のように定義される

:
{\displaystyle Q_{ij}=\int \mathrm {d} V~\rho ({\boldsymbol {r}})r_{i}r_{j}}
ここで、{\displaystyle \rho ({\boldsymbol {r}})} は位置 {\displaystyle {\boldsymbol {r}}} における電荷密度で、添字 {\displaystyle i,j\in \{x,y,z\}} である。直積を用いると
{\displaystyle {\boldsymbol {Q}}=\int \mathrm {d} V~\rho ({\boldsymbol {r}}){\boldsymbol {r}}\otimes {\boldsymbol {r}}}
あるいはトレースなしのテンソルとして以下のように定義される:
{\displaystyle {\begin{aligned}\Theta _{ij}&={\frac {1}{2}}\int \mathrm {d} V~\rho ({\boldsymbol {r}})(3r_{i}r_{j}-\delta _{ij}r^{2})={\frac {1}{2}}\left[3Q_{ij}-\delta _{ij}(Q_{xx}+Q_{yy}+Q_{zz})\right]\\{\boldsymbol {\Theta }}&={\frac {1}{2}}\int \mathrm {d} V\rho ({\boldsymbol {r}})(3{\boldsymbol {r}}\otimes {\boldsymbol {r}}-{\boldsymbol {1}}r^{2})={\frac {1}{2}}(3{\boldsymbol {Q}}-{\boldsymbol {1}}\operatorname {tr} {\boldsymbol {Q}})\end{aligned}}}
{\displaystyle \delta } はクロネッカーのデルタである。
電気四極子モーメントによる電位 {\displaystyle \phi } は
{\displaystyle \phi ={\frac {1}{4\pi \epsilon }}{\frac {{\boldsymbol {r}}^{\intercal }{\boldsymbol {\Theta }}{\boldsymbol {r}}}{r^{5}}}}
で与えられる。{\displaystyle \epsilon } は 誘電率 である。
一般に四極子のポテンシャルφは単極子のそれφmonopole の空間についての2階微分で表される。
{\displaystyle \phi \propto {\frac {\partial ^{2}}{\partial x\partial y}}\phi _{\mathrm {monopole} }}　（横型）
{\displaystyle \phi \propto {\frac {\partial ^{2}}{\partial x^{2}}}\phi _{\mathrm {monopole} }}　（縦型）
また、音響学においても用いられ、音源の一種として扱われる。